# Parafia św. Rocha w Grodnie
Parafia św. Rocha w Grodnie-Grandziczach – rzymskokatolicka parafia znajdująca się w Grodnie, na Grandziczach, w diecezji grodzieńskiej, w dekanacie Grodno-Wschód, na Białorusi.

## Historia
Pierwsza drewniana kaplica w Grandziczach powstała w XVIII w. staraniem grodzieńskich karmelitów. W 1845, gdy władze carskie skasowały Zakonu Karmelitów, kaplicę przyłączono do parafii św. Franciszka Ksawerego w Grodnie. W 1906 wybudowano nową kaplicę.
W 1961 kaplica została znacjonalizowana przez komunistów i od tej pory służyła jako przechowalnia. W 1990 zwrócona Kościołowi i w 1992 odnowiona. W 1998 biskup grodzieński Aleksander Kaszkiewicz erygował przy niej parafię. W latach 2002–2003 świątynia została przebudowana.